# Peloropeodes salax
Peloropeodes salax är en tvåvingeart som beskrevs av Wheeler 1890. Peloropeodes salax ingår i släktet Peloropeodes och familjen styltflugor. Inga underarter finns listade i Catalogue of Life.